# Peculator
Peculator is een geslacht van weekdieren uit de klasse van de Gastropoda (slakken).

## Soorten
- Peculator baccatus Cernohorsky, 1980
- Peculator clifdenensis (Finlay, 1930) †
- Peculator hedleyi (R. Murdoch, 1905)
- Peculator obconicus (Powell, 1952)
- Peculator paucinoda (Finlay, 1930) †
- Peculator plicatellus (P. Marshall & R. Murdoch, 1923) †
- Peculator pliciferus (Marwick, 1928) †
- Peculator porphyria (Verco, 1896)
- Peculator pukeuriensis (Finlay, 1930) †
- Peculator verconis Iredale, 1924